# صفر اتصال (فلم)
صفر اتصال (بالإنجليزية: Zero Contact) فيلم إثارة أمريكي 2021  من إخراج ريك دوجديل وبطولة أنتوني هوبكنز. كان أول فيلم روائي طويل يتم إصداره عبر «فيولي Vuele» وهي منصة رمزية غير قابلة للاستبدال. الفيلم من بطولة أنتوني هوبكنز وكريس بروشو وفيرونيكا فيريس تدور الأحداث حول عبقري غريب الأطوار وراء برنامج عالمي للتنقيب عن البيانات، عند وفاته، يتم الاتصال بخمس عملاء عن بعد - بما في ذلك ابن فينلي - من كيان ذكاء اصطناعي غامض يتيح السفر عبر الزمن.
صدر الفيلم دوليًا في 24 سبتمبر 2021، وفي الولايات المتحدة في 27 مايو 2022 لصالح شركة ليونز جيت.

## طاقم التمثيل
أنتوني هوبكنز: في دور فينلي هارت
توفا نوفوتني: في دور هوست
ألكس باونوفيتش: في دور تريفور
فيرونيكا فيريس: في دور فيرونيكا شولتز
روكيا برنارد: في دور تايلور
أدريان هولمز: في دور فيل
كريس بروشو: في دور سام هارت
جيمس سي بيرنز: في دور دوغ
ليلي كروغ: في دور جامي
جولييت سورسي: في دور صحفية
ليندا دارلو: في دور ريبيكا هارت
مارتن ستينمارك: في دور هاكان نوردكويست
تي جي كاياما: في دور ريكيو ماتسودا
مايكل توماس والاس: في دور صحفي
أنجيلا كوستيك: في دور كاترين
عثمان أبو بكر: في دور عمر 

## أحداث الفيلم
تبدأ الأحداث بمقطع إخباري خيالي لمسيرة فينلي هارت (أنتوني هوبكنز)، العبقري «الغامض» الذي كان وراء إمبراطورية تكنولوجية تمت الإطاحة به في النهاية. بعد أن أصبح أرملًا بالفعل، ويُزعم أنه توفي بسبب الفشل الكلوي، وترك ابنًا يتيمًا بالغًا وهو سام هارت (كريس بروشو) الذي تجاهله كثيرًا أثناء حياته. يعتني الشاب هارت بطفله أثناء غياب زوجته خارج المدينة، عندما يطالب، من خلال طرد غامض، بلقاء عبر الإنترنت مع أربعة أشخاص آخرين مرتبطين حاليًا أو سابقًا بمؤسسات هارت: خبير التكنولوجيا تريفور (ألكس باونوفيتش) في سياتل؛ الممثلة القانونية الألمانية التي لا تتمتع  بروح الدعابة فيرونيكا شولتز (فيرونيكا فيريس)؛ كبير مسؤولي المبتكرات الياباني ريكو ماتسودا (تي جيه كاياما) في اليابان؛ ورئيس مجلس الإدارة هاكان نوردكويست (مارتن ستينمارك) في السويد. لقد تم استدعاؤهم من أجل إعادة تنشيط مبادرة «كوانتينيم» وهي نوع من الآلة تعتمد على اكتشاف فينلي «الحقيقة المفردة» وهذه المبادرة قد تم إيقافها، على ما يبدو، بأيدي أعدائه داخل الشركة. ويقال أيضًا أنه إذا لم يتم إعادة تنشيطه الكوانتينيم، فسوف يترتب على ذلك «كارثة قاتلة للكرة الأرضية».

## إنتاج الفيلم
تم تصوير الفيلم بالكامل وفي 17 دولة عبر «زووم»  وأثناء جائحة كوفد 19 عام 2020، في سبتمبر 2021، كشف أول مقطع دعائي رسمي للفيلم رسميًا عن تفاصيل الإنتاج بما في ذلك: بيتر توماسيس وكام كانون، للعمل كمنتجين إلى جانب دوجديل؛ وأيضاً عمل إد لوكاس كمصور سينمائي؛ وعمل هاكان كارلسون للمونتاج. وذكر أيضًا أن شركة بارك للإنتاج سوف تقوم بأعمال مرحلة ما بعد الإنتاج.
صدر المقطع الدعائي الأول عبر الإنترنت، في سبتمبر 2021. وأعلن بشكل خاص عن العديد من تفاصيل الإنتاج على الشاشة. وفي مايو 2021، بعد شراء شركة ليونز جيت لحقوق التوزيع، تم إصدار بوستر الفيلم والمقطع الدعائي الجديد جنبًا إلى جنب مع الإعلان الرسمي عن تاريخ الإصدار الرسمي للفيلم.
تم إصدار الفيلم باعتباره «رمز غير قابل للاستبدال NFT» (هو وحدة بيانات فريدة وغير قابلة للاستبدال مخزنة في سجل رقمي) على منصة فيولي التابعة لشركة «كارانسي وركس». وفي يناير 2022، أُعلن أن شركة ليونزجيت للترفيه قد حصلت على حقوق التوزيع من شركة جريند ستون للترفيه التابعة لها. تحدد تاريخ الإصدار في 27 مايو 2022.
أُعلن في يناير 2022، أنه سيتم تصوير سلسلتين متتاليتين من «صفر اتصال»، وسيعيد أنتوني هوبكنز تأدية دوره من الفيلم الأول الذي تم تصويره عن بعد عبر تطبيق «زووم» (برنامج مهاتفة بالفيديو) وكشف المخرج ريك دوجديل أن التصوير الرئيسي قد بدأ بالفعل، مع المشاريع بدرجات مختلفة من الإنتاج. يُشار إلى أن التطوير التعاوني مع شركة ليونز جيت هو أول فيلم روائي طويل يتم إنتاجه في موقع القارة القطبية الجنوبية. عمل طاقم الإنتاج جنبًا إلى جنب مع سيباستيان كوبلاند وديفيد هاتشر تشايلدريس لضمان السلامة في الظروف القاسية لقارة التندرا المجمدة. وسوف يتم الإنتاج أيضًا في 14 موقعًا جغرافيًا آخر.

## استقبال الفيلم
منح موقع الطماطم الفاسدة الفيلم تقييماً مقداره 40% بناءاً على تقييم 5 نقاد سينمائيين.
كتبت آمي نيكلسون في صحيفة «نيويورك تايمز» بتاريخ 26 مايو 2022: «يبدو أن الابتكار هو كل شيء بالنسبة للمخرج ريك دوجديل. في مايو 2020، بينما كان الكثير من الناس لا يزالون يتعلمون خبز العجين المخمر، بدأ دوجديل في تصوير فيلم الإثارة التقني» صفر اتصال«عبر تقنية» زووم«وأصدره في العام الماضي، وهو ضربة مسلية متواضعة».
كتب فرانك شيك في 25 مايو 2022 على صفحات هوليود ريبورتر: «يجب أن تسبح الأسماك، ويجب أن تطير الطيور، ويتعين على صانعي الأفلام صناعة الأفلام، حتى في خضم جائحة عالمية. هذه هي الوجبات الجاهزة الرئيسية من الظهور الأول للمخرج ريك دوجديل، والذي تم تصويره خلال عمليات إغلاق أثناء كوفد 19 في جميع أنحاء العالم. ولكن صناعة أفلام معينة هو أمر آخر تمامًا. البطولة لأنتوني هوبكنز الذي يظهر على ما يبدو من غرفة المعيشة الخاصة به، كرجل أعمال تقني غامض يُدعى فينلي هارت.... الفيلم هو مجرد الدفعة الأولى من ثلاثية.... هل سيكون من الوقاحة الإشارة إلى أن الغالبية العظمى منا قد انتقلوا بارتياح من قضاء أيامنا وهم لا يفعلون شيئًا سوى النظر إلى الشاشات».

## روابط خارجية
- مقالات تستعمل روابط فنية بلا صلة مع ويكي بيانات

https://www.rottentomatoes.com/m/zero_contact صفر اتصال (فيلم)
https://www.movieinsider.com/m20059/zero-contact صفر اتصال (فيلم)
https://www.tributemovies.com/movie/Zero-Contact/157288/ صفر اتصال (فيلم)
https://www.nytimes.com/2022/05/26/movies/zero-contact-review.html صفر اتصال (فيلم)